# Török Ferenc (főúr)
Báró enyingi Török Ferenc (1530-as évek eleje – 1571. február) nagybirtokos magyar főnemes, dunántúli főkapitány.

## Élete
A nemesi enyingi Török család sarja. Enyingi Török Bálint és báró Pemfflinger Katalin kisebbik fia. Az apai nagyszülei enyingi Török Imre (fl. 1464–1521) Valkó vármegye főispánja, nándorfehérvári bán, gyulai várnagy, földbirtokos és Parlaghy Krisztina (fl. 1486–1515) voltak. Az anyai nagyszülei Markus Pemflinger erdélyi szász királybíró, földbirtokos és Tóbiási Klára voltak. Az apai nagyapai dédszülei enyingi Török Ambrus (fl. 1445–1491), Sopron vármegye főispánja, a Bosnyák királyság kincstartója, és Vityay Veronika asszony voltak. Anyai nagyapai dédszülei Parlaghy György (fl. 1452–1486), királyi ajtónállómester, Borsod vármegye főispánja, diósgyőri várnagy, valamint Vizaknai Miklós lánya, Vizaknai Borbála (fl. 1475–1496) voltak. Török Ferencnek a fivére enyingi Török János (1529–1562), Hunyad vármegye örökös főispánja, vránai perjel, földbirtokos volt.
Dunántúli főkapitány, nagybirtokos főúr. A reformáció terjedését apjához és bátyjához hasonlóan hathatósan támogatta, amiről Bornemisza Péter és Huszár Gál is megemlékezik. Egy alkalommal azonban királyi megrovásban is részesült egy katolikus pap nyilvános kigúnyolása miatt. Kiváló hadvezér és katona. Az 1550-es években az akkor még családi birtokuknak számító Szigligetet meglepetésszerűen megrohanó török csapatokat elűzte, 1556-ban a Kaposvárt gyáván elhagyó Széll Péter kapitányt felakasztatta. 1566-ban a Veszprémet visszafoglaló királyi seregek egyik fővezére. Egy alkalommal párviadalra hívta ki a budai pasát is, ám az – Török Ferenc kiváló bajvívó hírében állott – vonakodott ellene kiállni. Bátyjával, enyingi Török Jánossal úgy egyezett meg, hogy a család magyarországi birtokait az ő, az erdélyi birtoktesteket pedig János utódai öröklik. A Török család magyarországi vagyona az Oszmán Birodalom térhódítása következtében mintegy a felére csappant: Szigetvárt, apja fogságba esése után nem sokkal a család átmeneti nehéz helyzete miatt a királynak engedték át. Simontornya, Ozora, Szabadka, Cserög, Futak és Enying pedig a hódoltság területébe olvadt. 1567-ben azonban Török Ferenc újra a királyság leggazdagabb birtokosa lett: sógora, guti Országh Kristóf országbíró halálával a kihalt Országh család vagyonát is megörökölte. Még az 1550-es évek közepén feleségül vette guti Országh Borbálát, akitől négy gyermeke született: István, a későbbi pápai főkapitány, Zsuzsanna bedegi Nyáry Pálné és Fruzsina homonnai Drugeth Istvánné. Ilona nevű leánya hajadonként halt meg.
Alakja feltűnik az Egri csillagok című regényben.

## Házassága és leszármazottjai
Feleségül vette guthi Ország Borbálát (fl. 1550), akinek a szülei guthi Országh László (fl. 1534–1540), asztalnokmester, földbirtokos és Pekry Anna (fl. 1557) voltak. Török Ferencnek a felesége révén sógora guthi Országh Kristóf (1535–1567), Nógrád vármegye főispánja, pohárnokmester (pincenarius), 1567-től országbíró, nagybirtokos, család utolsó férfi tagja, valamint Perényi Gábor (1532–1567) országbíró, a reformáció elkötelezett híve, akinek a felesége guthi Országh Ilona volt. Török Ferenc és Országh Borbála frigyéből született:
- báró enyingi Török István (fl. 1564–1618) pápai főkapitány, nagybirtokos főúr. 1.f.: Catharina Rueber von Pixendorf. 2.f.: kistapolcsányi Tapolcsányi Ilona. 3.f.: gersei Pethő Margit.
- báró enyingi Török Zsuzsanna (fl. 1571). Férje: báró bedegi Nyáry Pál (1550–1607) az egri vár várkapitánya, törökverő hadvezér, Bocskai István erdélyi fejedelem főudvarmestere, földbirtokos.
- báró enyingi Török Fruzsina. Férje: homonnai Drugeth István, földbirtokos.